# Interkosmos 20
Interkosmos 20 (Indeks COSPAR 1979-096A) – kolejny sztuczny satelita wysłany na orbitę w ramach programu Interkosmos.

## Misja
Satelita został wprowadzony na okołoziemską orbitę 1 listopada 1979 roku. W eksperymencie uczestniczyli uczeni z ZSRR, Czechosłowacji i Węgier. Początkowe parametry orbity wynosiły: perygeum – 467 km, apogeum – 523 km, czas obiegu 94,4 minuty oraz nachylenie płaszczyzny orbity – 74,0 stopni.